# Diablo (computerspelserie)
Diablo is een serie computerspellen in de genres fantasy, hack and slash en computerrollenspellen (RPG's) die zijn uitgebracht door Blizzard Entertainment en grotendeels ontwikkeld zijn door Blizzard North. Er is ook een uitbreidingspakket voor het (traditionele) rollenspel Dungeons & Dragons gemaakt, die gebaseerd is op Diablo. Het doel van het hack 'n slash-spel is om demonen te verslaan die proberen de wereld te veroveren. De speler neemt de rol aan van een avonturier om uiteindelijk Diablo (Spaans voor Duivel) zelf te verslaan. Diablo is bekend vanwege de herspeelbaarheid ervan, omdat de velden willekeurig worden gegenereerd, gevuld met monsters. Zodra een monster verslagen wordt, laat het (soms betoverde) spullen of goudstukken vallen, die de speler voor eigen gewin kan gebruiken in het spel.
Deze spellenserie is online gemeenschappelijk te spelen via het internet met behulp van Battle.net, een gratis dienst van Blizzard Entertainment. In de loop der tijd heeft het spel vaak te maken gehad met valsspelers (cheaters), al worden deze spelers de laatste jaren steeds vaker bestreden.
Het spel wordt door de Europese spelkeuring Pan European Game Information (PEGI) geclassificeerd voor zestien jaar en ouder vanwege de horrorachtige inhoud.
Het eerste deel uit de serie heeft als eerste spel ooit in 1996 de GameSpot Game of the Year-prijs gewonnen.

## Spellen uit de serie
De serie bestaat uit vier spellen die elk een uitbreidingspakket kennen.

### Diablo
Het oorspronkelijk spel Diablo, dat uitgekomen is in 1996, speelt zich af in en onder het fictieve dorp Tristram. Onder dit dorp is een 16 verdiepingen tellende kerker vol met demonen en ander gespuis.
In het spel kan de speler met de volgende klassen spelen:
- Warrior (Krijger) - een specialist met handwapens (bijvoorbeeld dolk of zwaard).
- Rogue (Schurk) - een specialiste met wapens op afstand (bijvoorbeeld een kruisboog of pijl-en-boog).
- Sorcerer (Magiër) - een specialist in gebruik van magie met behulp van bijvoorbeeld een stafwapen.

Het spel is uitgekomen voor Windows, Mac OS en PlayStation.

#### Diablo: Hellfire
Hellfire is ontwikkeld door Sierra On-Line (het tegenwoordige Sierra Entertainment) als uitbreidingset voor het oorspronkelijke Diablo. Het spel is uitgebracht in 1997 en wordt in het algemeen gezien als mislukking door de Diablo-fans. Het verhaal is een spin-off van het oorspronkelijke Diablo verhaal. Het bevat enkele verbetering ten opzichte van het origineel en bevat het extra Monk (Monnik) personage. De grootste kritieken waren dat het spel niet online gespeeld kon worden via het Battle.net en dat het algemene grafische uitwerking van de uitbreiding teleurstellend was.
In de latere Diablo spellen (Diablo II en zijn uitbreiding "Lord of Destruction") is deze verhaallijn genegeerd door Blizzard North.

### Diablo II
Diablo II is uitgekomen in 2000 en is in essentie hetzelfde als de oorspronkelijke Diablo maar met heel veel verbeteringen en nieuwe ideeën daarin verwerkt. Het verhaal gaat verder zodra de held van de oorspronkelijke Diablo onder mysterieuze omstandigheden vertrekt uit Tristram. Het verhaal is opgesplitst in vier akten die elk in een bepaalde omgeving plaatsvindt. Uiteindelijk wordt in Diablo II nogmaals Diablo verslagen.
De speler kan met de volgende klassen het spel spelen:
- Paladin (Paladijn) - Een nobele strijder die gebruikmaakt van handwapens en van magische aura's.
- Sorceress (Tovenares) - Een magiegebruikster die zich kan specialiseren in vuur, ijs of bliksem magie (of combinaties daarvan).
- Amazon (Amazone) - Een strijdster die gespecialiseerd is in het gebruik van afstandswapens (bijvoorbeeld een pijl-en-boog) en steekwapens (zoals een lans).
- Barbarian (Barbaar) - Een grote, sterke strijder die het voornamelijk moet hebben van zijn fysieke kracht en gebruikmaakt van zware handwapens. Hij kan in tegenstelling tot de andere personages twee zware handwapens tegelijkertijd gebruiken; in elke hand een.
- Necromancer (Dodenbezweerder) - Een magiegebruiker die gebruikmaakt van zwarte toverkunsten, de doden kan manipuleren en vloeken kan uitspreken over zijn vijanden.

Het spel kent drie moeilijkheidsniveaus: Normal, Nightmare (Ned. Nachtmerrie) en Hell (Ned. Hel). De speler kan het volgende moeilijkheidsniveau bereiken zodra Diablo weer verslagen is.
Het spel is uitgekomen voor Windows en Mac OS.

#### Diablo II: Lord of Destruction
De uitbreidingsset van Diablo II is uitgekomen in 2001 en vervolgt het verhaal van Diablo II met een extra vijfde akte.
Daarnaast is het spel uitgebreid met twee extra speelbare klassen waarmee ook de oorspronkelijke aktes gespeeld kunnen worden:
- Druid (Druïde) - Een meester in manipulatie van de natuur.
- Assassin (Huurmoordenaar) - Een meesteres in verhullen en de snelle dood.

Na het verslaan van Mephisto in derde akte en van Diablo in de vierde akte is nog één broer van het duivelse broederschap over na zijn ontsnapping in de tweede akte. Het doel is om in de vijfde akte van de uitbreidingsset de laatste broer Baal, de heer van de vernietiging (Eng. Lord of Destruction), te verslaan.
Daarnaast biedt de uitbreidingsset extra wapens (bijvoorbeeld ook exclusieve wapens voor elk van de zeven speelbare personages) en extra manieren om wapens en uitrusting te versterken met magische eigenschappen.

#### Diablo II: Resurrected
Tijdens BlizzCon 2021 werd Diablo II: Resurrected aangekondigd, een remaster van Diablo II. Het spel bevat verbeterde graphics in 4K-beeldresolutie en geluid in 7.1 Dolby Surround. Het spel is uitgebracht op 23 september 2021.

### Diablo III
Diablo III is het derde deel in de Diablo-reeks. Het werd aangekondigd op 28 juni 2008 tijdens de Blizzard Worldwide Invitational in Parijs.
Speelbare klassen zijn:
- Barbarian (Barbaar)
- Witch Doctor (Medicijnman)
- Wizard (Tovenaar)
- Monk (Monnik)
- Demon Hunter (Demonenjager)

Het spel heeft een vernietigbare omgeving, dat wil zeggen dat spelers de spelwereld kunnen veranderen tijdens het spelen. Op 15 mei 2012 kwam het spel uit voor Windows en Mac OS X.

#### Diablo III: Reaper of Souls
Uitbreidingsset met onder meer een nieuwe een Act, Artisan, en Class. Voor het eerst uitgebracht op 25 maart 2014.
- Crusader (Kruisvaarder)

#### Diablo III: Rise of the Necromancer
Tijdens BlizzCon 2016 werd een nieuwe klasse als DLC aangekondigd:
- Necromancer

### Diablo Immortal
Tijdens BlizzCon 2018 werd Diablo Immortal aangekondigd, een game uitsluitend bedoeld voor iOS en Android. De verhaallijn speelt zich af tussen Diablo II en III in. Het spel is uitgebracht op 2 juni 2022.
Reacties op de aankondiging van het spel tijdens BlizzCon in 2018 waren extreem negatief en er ontstond grote controverse. Er werd een grote gelijkenis met een eerder spel van ontwikkelaar NetEase genoemd. Een andere controverse speelde om de microtransacties in het spel.
Speelbare klassen zijn:
- Barbarian
- Monk
- Wizard
- Demon Hunter
- Crusader
- Necromancer

### Diablo IV
Tijdens BlizzCon 2019 werd Diablo IV aangekondigd. Het verhaal speelt zich vele jaren af na deel drie en draait om de belangrijkste antagonist Lilith, dochter van Mephisto. Het spel verscheen vier jaar later op 6 juni 2023.
Speelbare klassen zijn:
- Barbarian
- Druid
- Necromancer
- Rogue
- Sorcerer

#### Diablo IV: Vessel of Hatred
Uitbreidingsset met onder andere een nieuwe klasse. Uitgebracht op 7 oktober 2024. 
- Spiritborn